# Sjödalen-Fullersta
Sjödalen–Fullersta var en kommundel i Huddinge kommun, Stockholms län. Den omfattade de centrala delarna av Huddinge och utgjorde kommunens administrativa centrum. Den var kommunens största kommundel som sträckte sig i öst ända till Haninge kommun. Sjödalen–Fullersta bestod av bland annat följande delar (från öst till väst): Lissma, Gladö, Sundby, Balingsta, Huddinge centrum och Fullersta. Sedan 2018 utgör Sjödalen och Fullersta två egna kommundelar.

## Historik
När järnvägen mellan Stockholm och södra Sverige byggdes ut på 1860-talet formades stationssamhället Huddinge. I Sjödalen–Fullersta finns bland annat Huddinge centrum, pendeltågsstationen Huddinge, kommunalhuset och huvudbiblioteket. Fullerstatorget blev huddingebornas samlingspunkt innan Huddinge centrum uppfördes.
Huddinge centrum är ett shoppingcentrum med gågator, affärer, restauranger och caféer. Runt centrum ligger bostadsrätter och hyresrätter. Inte långt därifrån finns äldre villabebyggelse från Huddinge villastad och Hörningsnäs villastad med några numera k-märkta villor i nationalromantikens stil. Knappt en kilometer sydöst om Huddinge centrum vid Sjödalsvägen ligger Storängens industriområde med bland annat Huddinge kommuns tekniska nämndhus och Storängshallen.
I kommundelens södra bebyggda delar ligger Solgård med sina många villor. Solgård var från början mest ett område med sommarstugor, men har sedan mitten av 1900-talet utvecklats till ett medelklassområde med permanentboende, merparten villor, men också en del bostadsrätter. Lite längre österut ligger villaområdena Sörskogen och Balingsnäs och norr om det sistnämnda finns sjön Trehörningen med bostadsområdet Kynäs.

## Bilder

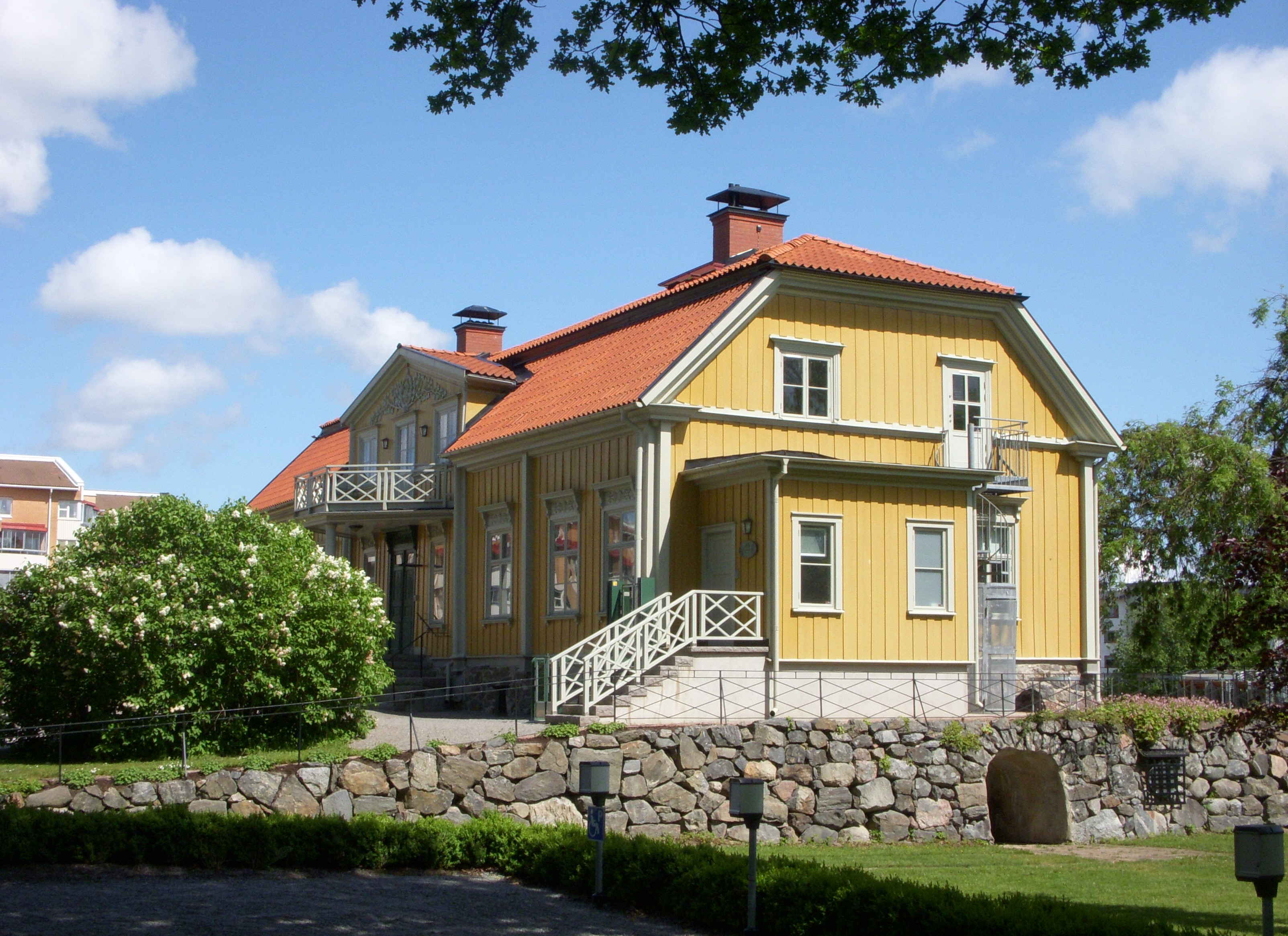
Fullersta gård.
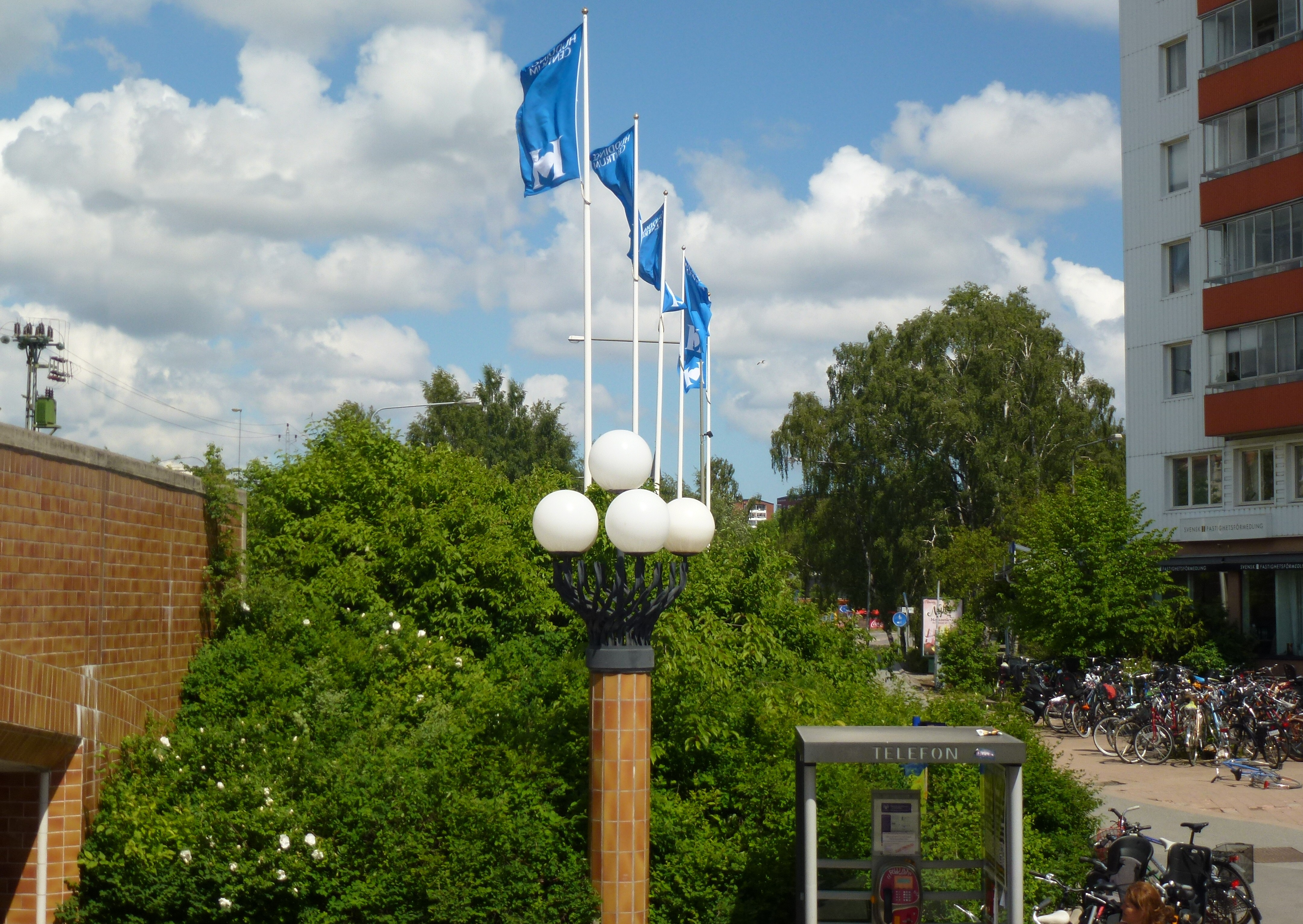
Huddinge Centrum vid järnvägsstationen.
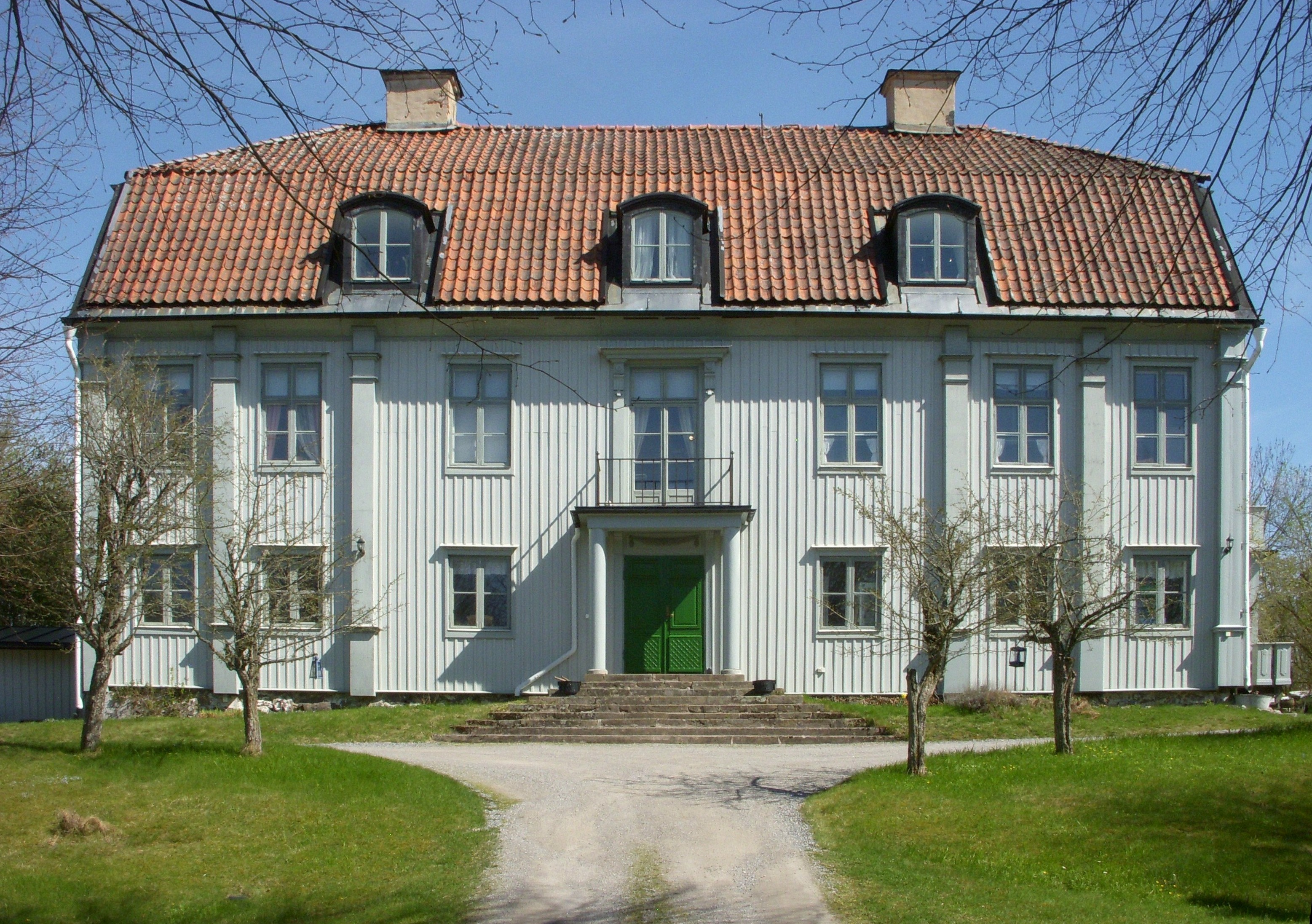
Balingsta gård huvudbyggnad.
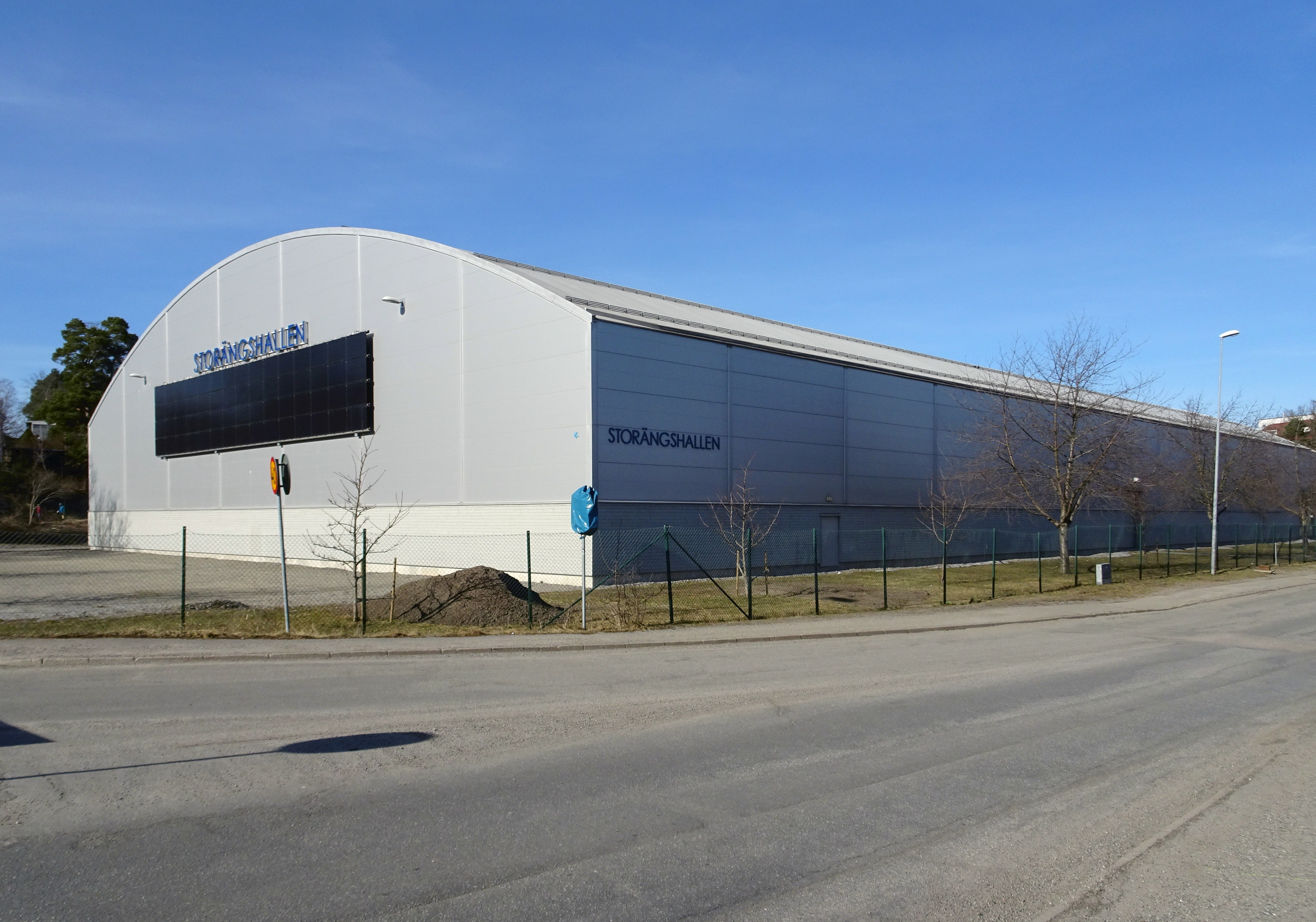
Storängshallen, Förrådsvägen.
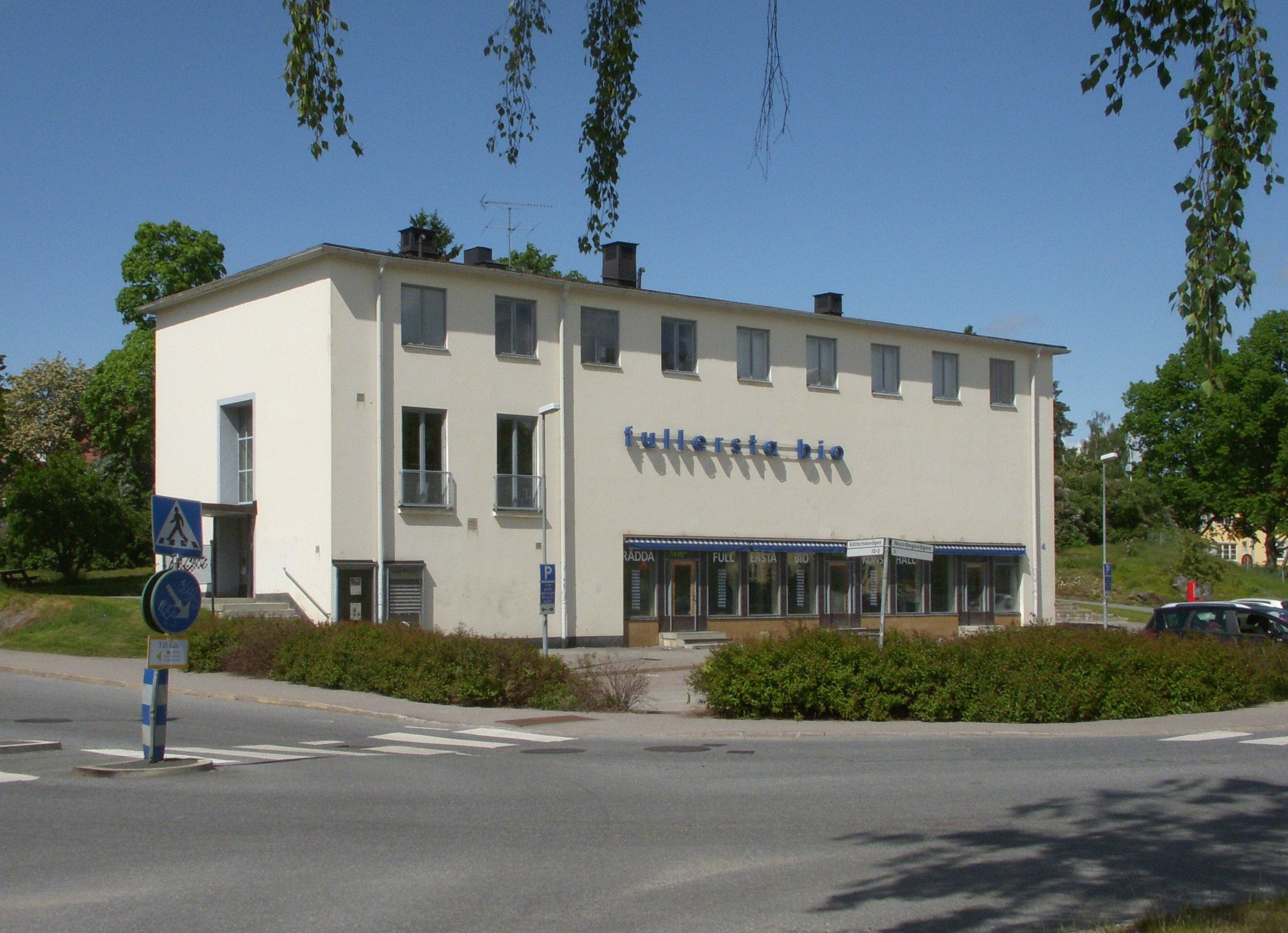
Fullersta bio, funkishus från 1932.
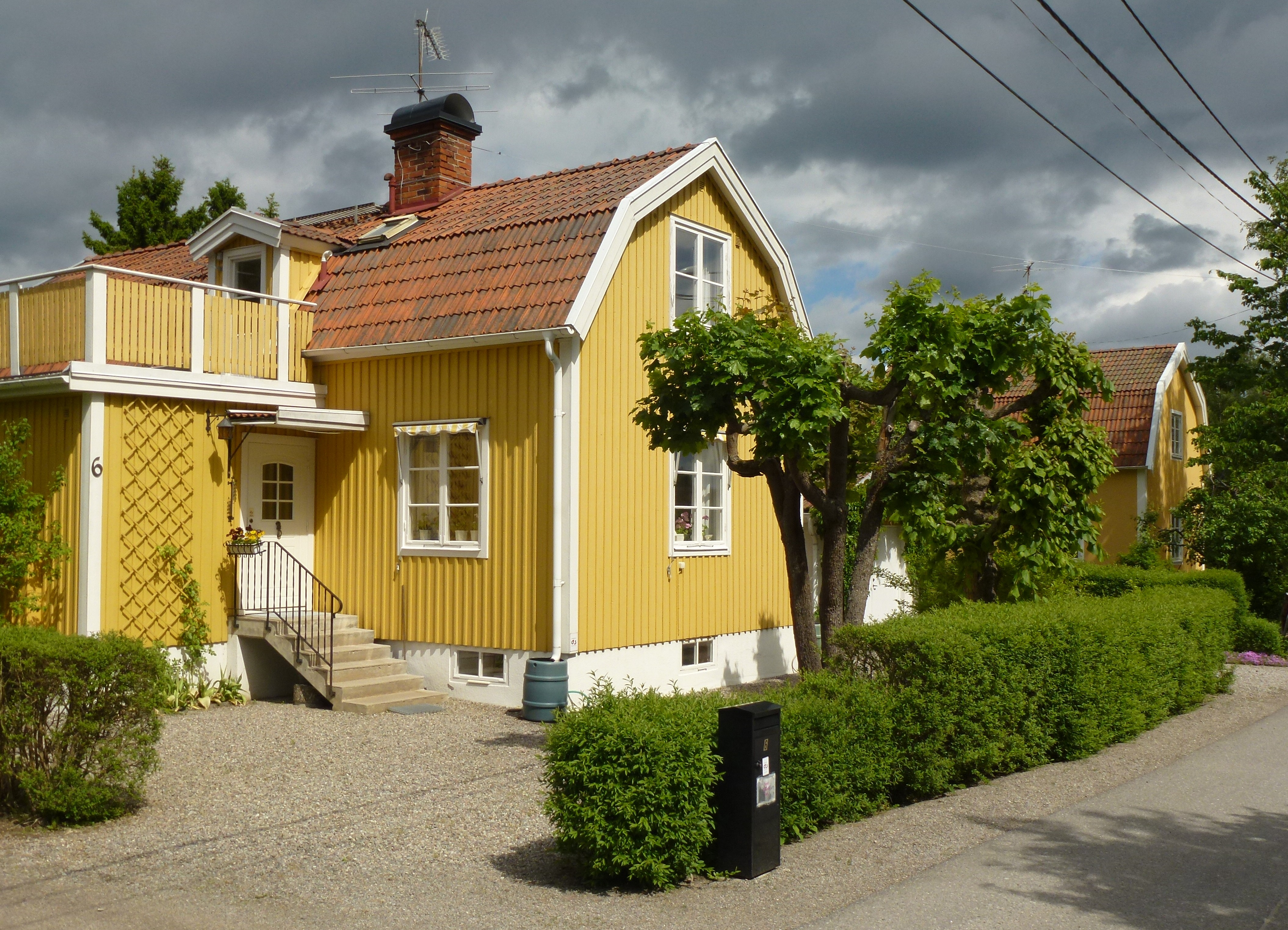
Småhus i Fullersta.
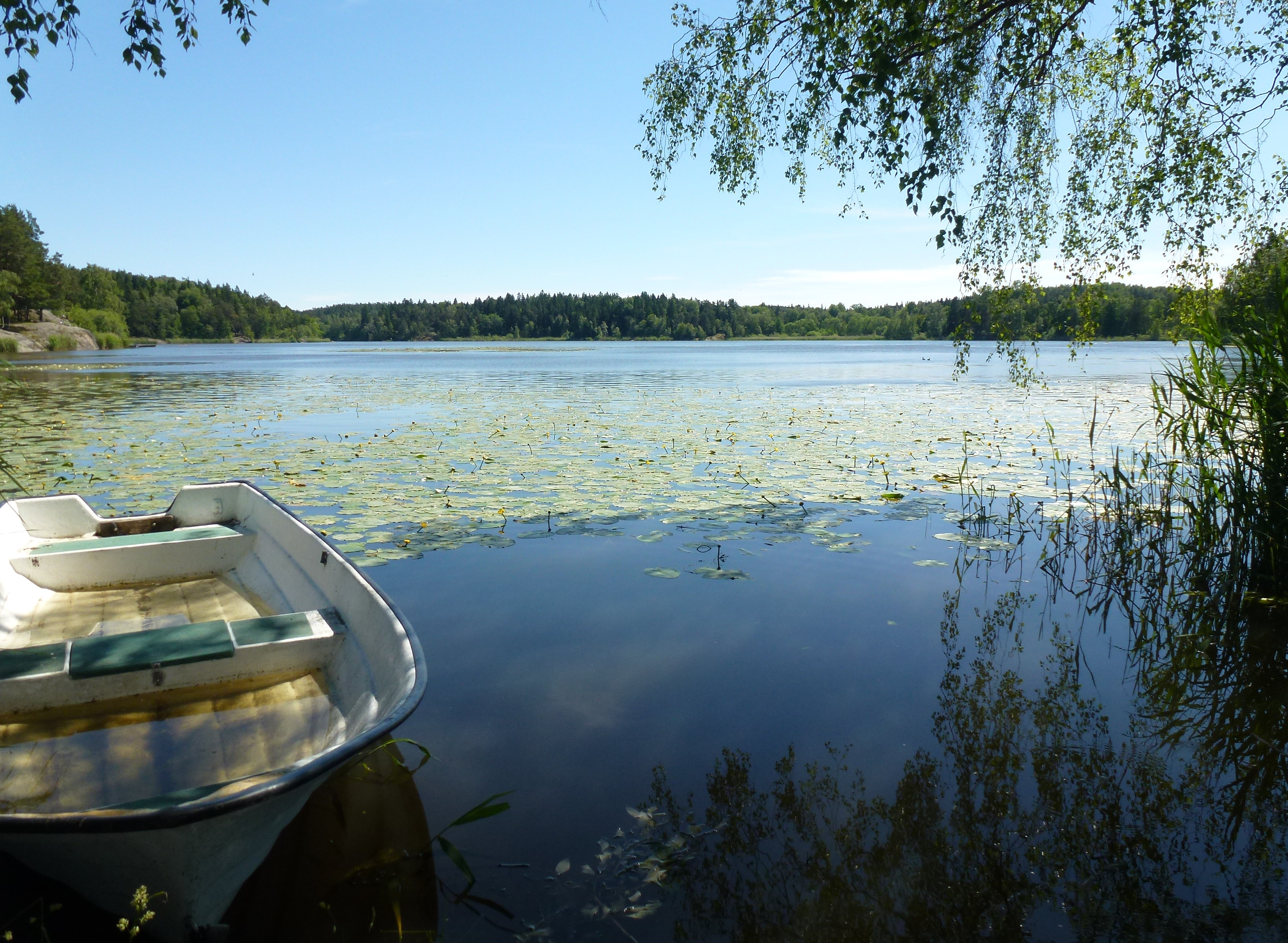
Trehörningen, Sjödalen
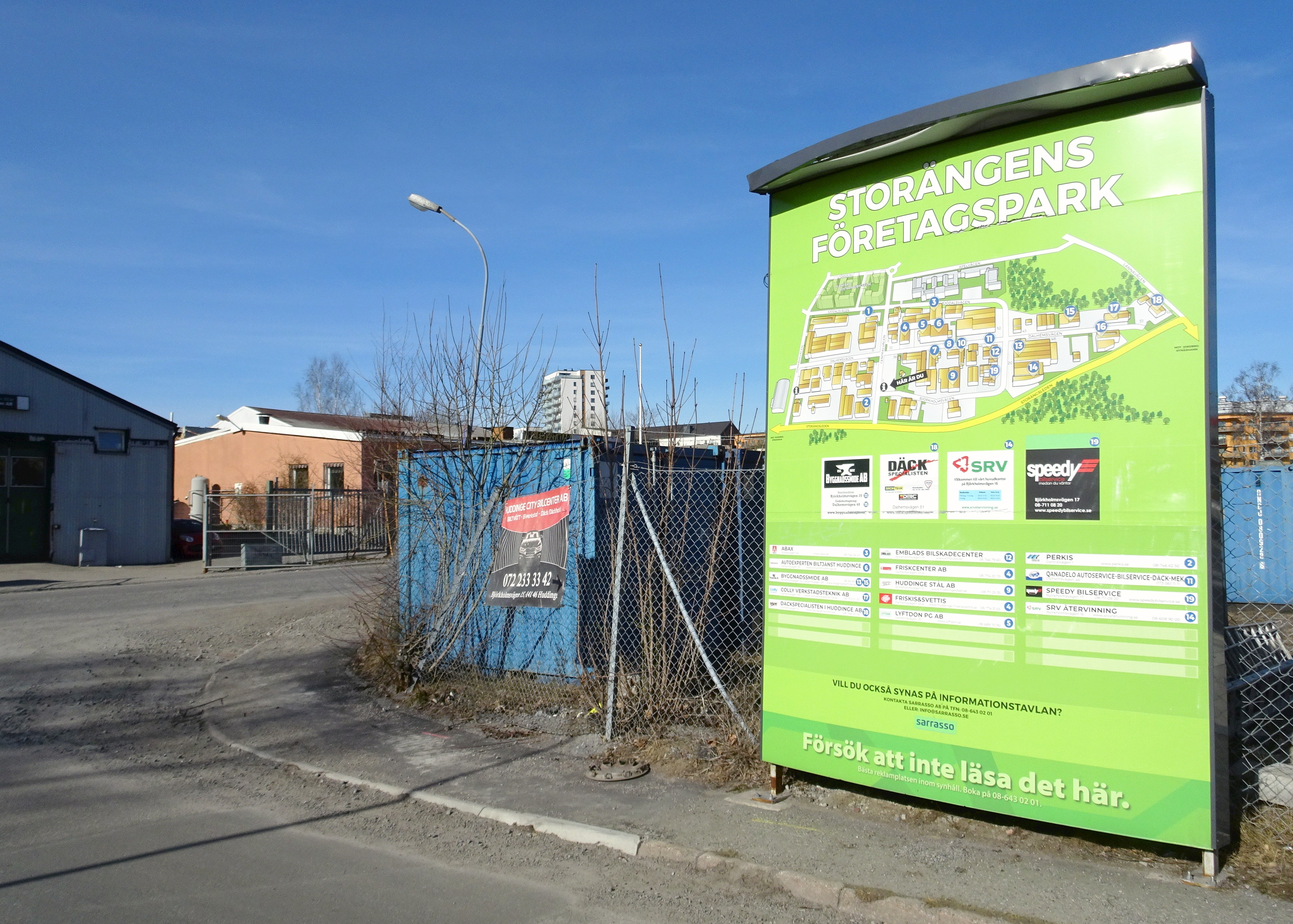
Storängens industriområde.